# Teorema imposibilității lui Arrow

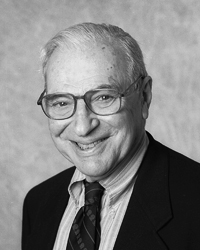
Kenneth Arrow în 2004

În teoria alegerii sociale, Teorema imposibilității lui Arrow sau Paradoxul lui Arrow afirmă că nu există o formă democratică de votare care să permită o alegere socială tranzitivă și rațională. Teorema este numită după economistul de origine română Kenneth Arrow, care a demonstrat-o în teza sa de doctorat și a popularizat-o în 1951 în cartea sa Social Choice and Individual Values (Alegeri sociale și valori individuale).

## Declarația teoremei
Nevoia de a agrega preferințele apare în multe discipline: în economia bunăstării, în care se încearcă găsirea unui rezultat economic care să fie acceptabil și stabil; în teoria deciziei, în care o persoană trebuie să facă o alegere rațională bazată pe mai multe criterii; și mai natural în sistemele electorale, care sunt mecanisme de extragere a unei decizii legate de guvernare de la o multitudine de preferințe ale alegătorilor. 
Cadrul pentru teorema lui Arrow presupune că trebuie să extragem o ordine de preferință pe un anumit set de opțiuni (rezultate). Fiecare individ în societate (sau echivalent, fiecare criteriu de decizie) dă o ordine particulară de preferințe asupra setului de rezultate. Căutăm un sistem electoral cu voturi clasificate, numit o funcție de bunăstare socială (regulă de agregare a preferințelor), care transformă setul de preferințe (profilul preferințelor) într-o singură ordine globală de preferință socială. 